# Krzysztof Niesiołowski
Krzysztof Niesiołowski (ur. 1 października 1927 w Wilnie, zm. 28 sierpnia 2013 w Warszawie) – polski reżyser i aktor w teatrach lalkowych, pedagog. Dyrektor Teatru Lalek „Pleciuga” w Szczecinie (1964-1973) oraz Teatru „Baj” w Warszawie (1973-2008).

## Życiorys

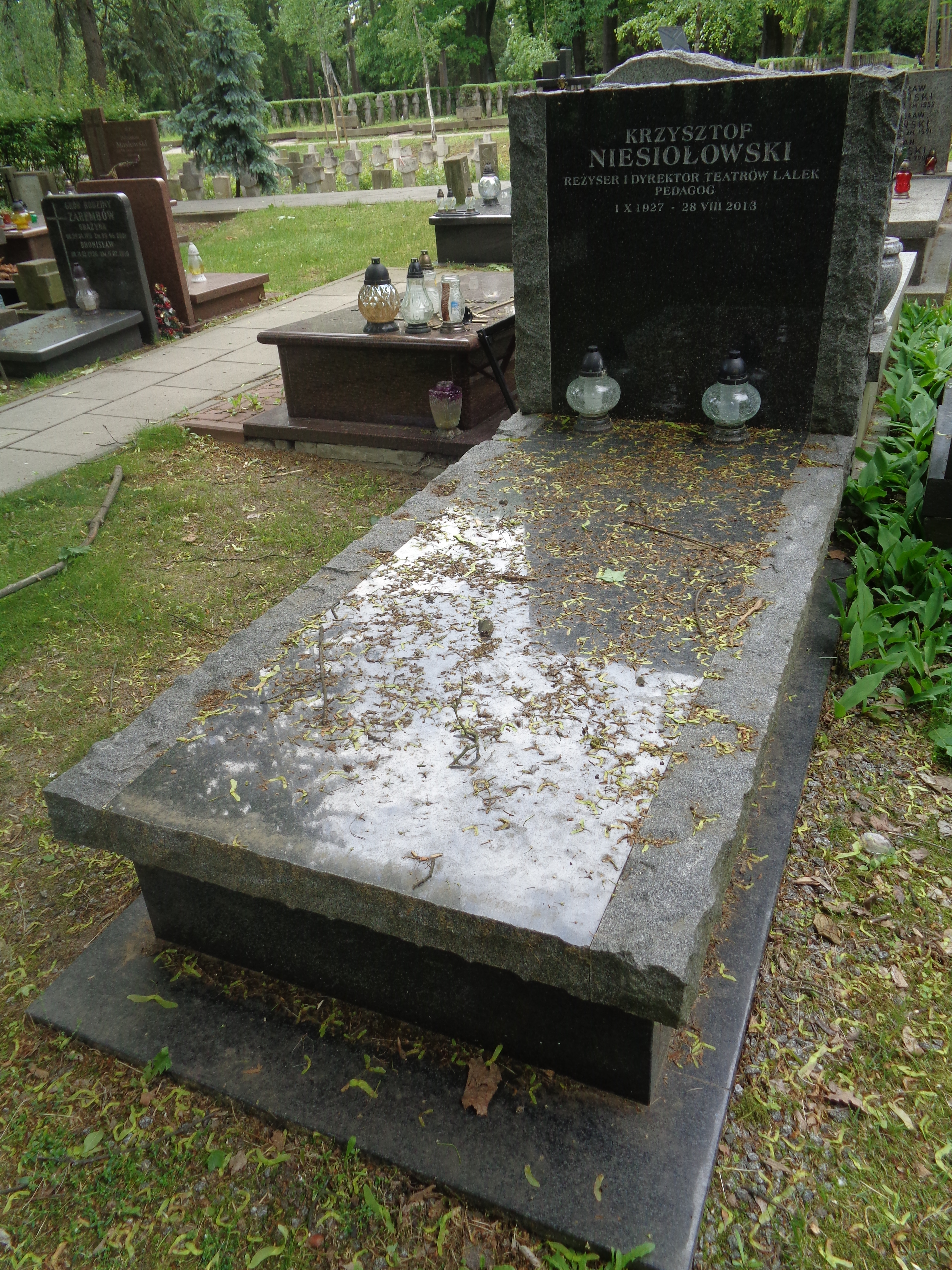
Nagrobek Krzysztofa Niesiołowskiego na Cmentarzu Wojskowym na Powązkach

Syn, Tymona Niesiołowskiego. Dzieciństwo i okres II Wojny Światowej spędził w Wilnie. W roku 1945 – wraz z całą rodziną – repatriowany do Polski. Zamieszkał w Torunia, gdzie jego ojciec – Tymon – został zatrudniony na Wydziale Sztuki Uniwersytetu Mikołaja Kopernika. W Toruniu po raz pierwszy wystąpił jako aktor w teatrze lalkowym, na scenie teatru Baj Pomorski. W 1948 rozpoczął studia w Szkole Filmowej w Łodzi, gdzie studiował m.in. z Andrzejem Munkiem, Jakubem Goldbergiem, Andrzejem Wajdą. Większość życia spędził w Warszawie, gdzie mieszkał od 1951 roku. Już jako aktor teatru Guliwer w Warszawie, wyjechał na studia reżyserskie do Pragi. Dyplom na Wydziale Reżyserii Teatru Lalek i Dramaturgii Lalkowej na Divadleni Akademie Muzickych Umeni uzyskał w 1958 roku. W latach 1964–1973 był dyrektorem Teatru Lalek „Pleciuga” w Szczecinie, a w latach 1973–2008 dyrektorem Teatru „Baj” w Warszawie. W teatrach tych, a także teatrach lalkowych w Bielsku-Białej, Rzeszowie Kielcach, Katowicach, Olsztynie, Łodzi, Wilnie i Leningradzie, wyreżyserował kilkadziesiąt spektakli.
Przez 19 lat (1975-1995) wykładał reżyserię na wydziale lalkarskim filii Państwowej Wyższej Szkoły Teatralnej im. A. Zelwerowicza w Białymstoku (obecnie Wydział Sztuki Lalkarskiej w Białymstoku, Akademii Teatralnej im. Aleksandra Zelwerowicza w Warszawie). Pochowany na cmentarzu Powązki Wojskowe w Warszawie (kwatera D-1-41).